# 姜礼尚
姜礼尚（1935年10月—）是一位中国数学家，同济大学数学研究所所长，1989至1996年任苏州大学校长。2005年获得第七届华罗庚数学奖。

## 生平
姜礼尚祖籍苏州吴县，1935年10月出生于上海。于1954年毕业于北京大学数学系，并在北京航空学院开始了他的教学生涯。1957年春，他回到北京大学，成为周毓麟的研究生，专攻偏微分方程。他于1961年在北京大学完成学业，并留校任教至1986年。之后，他先后在苏州大学和同济大学任教，1989–1996年间担任苏州大学校长。1988–2001年任Journal of Partial Differential Equations的首任主编，2001–2005年担任上海市数学学会理事长。

## 贡献
在1960年代初期，姜礼尚发表了一系列关于两相Stefan问题的论文，这些工作被广泛认为是自由边界研究的开创性工作之一。此外，他还对拟线性蜕化椭圆和抛物型方程的理论作出了贡献。
自1975年开始，姜礼尚专注于有限元法的研究，并与合作者研究了四阶椭圆型方程的变分算法。独立提出了混合有限元方法，成功地利用线性元给出了双调和方程Dirichlet问题新的计算格式，并证明了收敛性。此外，他还在科学实践中积极推动数学的应用，其成果涉及石油开采、水利和金融等多个领域。
姜礼尚还对超导数学理论进行了研究，并在数学实践中推动金融数学的发展。他的贡献包括对美式期权、二叉树算法、隐含波动率问题等的研究。

## 教学
姜礼尚曾领衔编写多部本科生和研究生教材，并指导了50余名博士、硕士研究生。

## 荣誉
2005年，姜礼尚获得了中国数学会颁发的华罗庚数学奖，以表彰他在数学领域的杰出贡献。2012年获得中国工业与应用数学学会颁发的苏步青应用数学奖。